# Acromares lateralis
Acromares lateralis is een hooiwagen uit de familie Cosmetidae. De wetenschappelijke naam van Acromares lateralis gaat  terug op C.J.Goodnight & M.L.Goodnight.